# Henning Dedekind (Übersetzer)
Henning Dedekind (* 1968 in Stuttgart) ist ein deutscher Musiker, Musikjournalist und Übersetzer.
Henning Dedekind studierte Rechtswissenschaften, Amerikanistik und Soziologie an den Universitäten Bayreuth, Erlangen und Tübingen.  Nach seinem Examen machte er ein Redaktions-Volontariat im Stuttgarter Zeitungsverlag und ein Redaktionspraktikum bei der Deutschen Presse Agentur (dpa). Er arbeitete als Redaktionspauschalist im Stuttgarter Zeitungsverlag sowie als Alleinredakteur bei der Murrhardter Zeitung.
Seit 2003 ist er als Journalist und Publizist, freier Redakteur sowie vor allem als Übersetzer von Sachbüchern aus dem Amerikanischen Englisch tätig. Derzeit (Oktober 2023) listet die Deutsche Nationalbibliographie seine Beteiligung als Übersetzer an 121 Werken auf. Zu den von ihm übersetzten Autoren gehören Ronan Farrow, Masha Gessen, David Graeber, Evgeny Morozov und Bob Woodward. Von Dedekind stammt auch die deutsche Übersetzung der Buchvorlage von Martin Scorseses Killers of the Flower Moon (2023).
In den 1990er Jahren war Dedekind Musiker bei den schwäbischen Bands Willy and the Whankers (Murrhardt) und Spoon (Stuttgart). Für Willy and the Whankers komponierte er 1994 den Song What a mess!. Seine zuerst 2008 in einem österreichischen Kleinverlag erschienene Kulturgeschichte des Krautrocks Krautrock: Underground, LSD und kosmische Kuriere gilt als wegweisend (Uwe Schütte) und wurde 2021 bei Zweitausendeins neu aufgelegt.

## Werke
- Krautrock: Underground, LSD und kosmische Kuriere. Hannibal, Höfen 2008, ISBN 978-3-85445-276-8.

Neuauflage: Zweitausendeins, Leipzig 2021, ISBN 978-3-96318-117-7 (EPUB ISBN 978-3-96318-139-9)